# Astragalus hypogaeus
Astragalus hypogaeus är en ärtväxtart som beskrevs av Carl Friedrich von Ledebour. Astragalus hypogaeus ingår i släktet vedlar, och familjen ärtväxter. Inga underarter finns listade i Catalogue of Life.